# If I Can't Dance
«If I Can't Dance» (en español: "Si no puedo bailar") es una canción DancePop lanzada por la cantante Sophie Ellis-Bextor para su álbum Trip the Light Fantastic. Fue lanzado como cuarto y último sencillo del álbum, pero luego se canceló y se lanzó como sencillo digital.
La canción tuvo su primera presentación en vivo en el show del sábado a la noche de la BBC DanceX. En ese mismo programa fue cuando dijo que la canción no sería lanzada como sencillo ya que estaba preparada para aparecer en un nuevo álbum como sencillo en noviembre, esto en 2008. El álbum no fue lanzado (Lanzamiento: noviembre de 2010) pero sí la canción Heartbreak (Make Me A Dancer). Aunque la canción fue lanzada luego como sencillo digital, teniendo un buen éxito en iTunes Pop Singles Chart llegando al puesto número 2. La canción aparece en la película St Trinian's.

## Listado de descarga digital
1. If I Can't Dance
2. Can't Have It All